# Trichilogaster signiventris
Espèce
Trichilogaster signiventris est une espèce d'insectes hyménoptères de la famille des Pteromalidae originaire d'Australie.
Ce sont de petites guêpes, de 2 à 3 mm de long, qui parasitent dans leur aire d'origine deux espèces d'acacias, Acacia pycnantha et Acacia rivalis en provoquant sur ces plantes la formation de galles dans les boutons floraux.
L'espèce a été introduite en Afrique du Sud en 1987 pour lutter contre l'invasion de l'acacia doré dans la région du Cap.

## Synonymes
- Perilampella signiventris Girault, 1931.
- Epiperilampus adolphi Bouček (1988).
- Coelocybelloides atraticorpus Bouček (1988)[2].